# The Rebound
The Rebound (Brasil: Novidades no Amor ) é um filme americano de 2009, uma comédia romântica dirigida por Bart Freundlich.
Freundlich teria começado a escrever o roteiro do filme quando estava concluindo seu filme anterior, Trust the Man, em 2005; o nome do personagem Aram Finklestein teve como inspiração o escritor Aram Schroyin.
Foi lançado nos cinemas em vários países no final de 2009. Ele foi originalmente programado para ser lançado nos Estados Unidos em 25 de dezembro de 2010, mas foi cancelado devido à distribuidora do filme ter sido encerrada. Ele acabou indo direto para DVD nos Estados Unidos em 7 de fevereiro de 2012.

## Sinopse
Sandy (Catherine Zeta-Jones) é uma bela mulher, mãe de dois filhos, que acaba de chegar aos quarenta anos. Ela vive em um mundo aparentemente perfeito, dedicando sua vida à família. Seu mundo cai ao descobrir a traição do marido, o que faz com que pegue os filhos e se mude para Nova York. Lá ela pretende conseguir um emprego e iniciar vida nova. Na cidade ela conhece Aram Finklestein (Justin Bartha), um universitário de 24 anos que descobriu há duas semanas que sua esposa francesa apenas se casou com ele para obter o green card, o título de cidadão americano. Agora divorciado, Aram tenta manter o otimismo diante dos problemas. Logo Sandy e Aram se tornam amigos, pois ele trabalha como garçom no restaurante localizado logo abaixo do novo apartamento dela. Quando Sandy enfim consegue um emprego, ela pede a Aram que cuide de seus filhos. Ele aceita, já que nada mais tem a fazer. Com o tempo Aram se envolve cada vez mais com as crianças, sendo como um integrante da família.

## Elenco
- Catherine Zeta-Jones como Sandy
- Justin Bartha como Aram Finklestein
- Kelly Gould como Sadie
- Art Garfunkel como Harry Finklestein
- John Schneider como as Trevor
- Marcel Simoneau como Henri
- Joanna Gleason como Roberta Finklestein
- Steve Antonucci como Waiter, amigo de Aram
- Lynn Whitfield como Laura
- Stephanie Szostak como Alice
- Alice Playten como Sensei Dana
- Sam Robards como Frank
- Andrew Cherry como Frank Jr., 7 anos
- Jake Cherry como Frank Jr., 13 anos (não creditado)
- Skai Jackson Pequena Garota no Museum #1

## Lançamento
The Rebound recebeu críticas mistas dos críticos de cinema.Revisão do site Rotten Tomatoes deu ao filme uma pontuação de 45% com base em 22 comentários com 10 comentários frescas e 12 podres.